# Hikueru
Hikueru è un atollo appartenente all'arcipelago delle Isole Tuamotu nella Polinesia francese.

## Geografia
Hikueru possiede una forma grossolanamente ovale e misura 15 km in lunghezza per 9,5 km in larghezza. L'intero atollo, compresa la profonda laguna, copre una superficie totale di 107 km².
Il più importante villaggio è Tupapati, situato su un'isola all'estremità nord-occidentale dell'atollo. La terra emersa più vicina a Hikueru è l'atollo Tekokota, 22 km a nord.

## Storia
Il primo europeo di cui si abbia notizia a giungere a Hikueru fu Louis Antoine de Bougainville nel 1768.
Il navigatore spagnolo Domingo de Boenechea avvistò Hikueru nel 1774 dalla nave Aguila. Egli chiamò quest'atollo San Juan.
Il ciclone del 1903 provocò notevoli danni, e causò la morte di 377 persone, comprese 261 dell'isola di Hao. Nei suoi Racconti del mare del Sud, Jack London fornisce una vivida descrizione di questo disastroso uragano.
Al censimento del 1988, a Hikueru risultavano solo 124 abitanti.
L'aeroporto territoriale di Hikueru è stato inaugurato nel 2000.

## Amministrazione
Il comune di Hikueru comprende gli atolli di Hikueru, Marokau, Ravahere, Reitoru e Tekokota.